# La Mesa del Guitarrero
La Mesa del Guitarrero är en ort i Mexiko.   Den ligger i kommunen Tepatitlán de Morelos och delstaten Jalisco, i den centrala delen av landet, 400 km väster om huvudstaden Mexico City. La Mesa del Guitarrero ligger 1 796 meter över havet och antalet invånare är 267.
Terrängen runt La Mesa del Guitarrero är kuperad söderut, men norrut är den platt. Runt La Mesa del Guitarrero är det ganska tätbefolkat, med 86 invånare per kvadratkilometer. Närmaste större samhälle är Tepatitlán de Morelos, 16,3 km norr om La Mesa del Guitarrero. I omgivningarna runt La Mesa del Guitarrero växer huvudsakligen savannskog.